# Old New Borrowed and Blue
| 전문가 평가                   | 전문가 평가 |
| 평가 점수                     | 평가 점수   |
| 출처                          | 점수        |
| ----------------------------- | ----------- |
| AllMusic                      | [ 1 ]       |
| AllMusic (US edition)         | [ 2 ]       |
| BBC                           | [ 3 ]       |
| Christgau's Record Guide (US) | B           |
| Record Collector              | [ 3 ]       |

《Old New Borrowed and Blue》는 영국의 록 밴드 슬레이드의 네 번째 스튜디오 음반으로, 1974년 2월 15일에 발매되었다. 이 음반은 영국 음반 차트에서 1위를 기록했으며, 영국 축음기 협회로부터 골드 인증을 받았다. 음반은 채스 챈들러가 프로듀싱을 맡았다.
이 음반에서 슬레이드는 기존의 록 공식에서 벗어나려는 시도를 하였다. 예를 들어, 싱글 〈My Friend Stan〉과 〈Everyday〉는 피아노 중심의 곡으로, 기존의 슬레이드 특유의 사운드와는 다른 스타일을 보여주었다.
미국에서는 워너 브라더스 레코드를 통해 《Stomp Your Hands, Clap Your Feet》라는 제목으로 발매되었으며, 이미 《Sladest》 음반에 수록되어 있었던 〈My Town〉과 〈My Friend Stan〉은 제외되었다.

## 배경
《Old New Borrowed and Blue》는 1973년 말 다양한 투어 및 홍보 활동 중에 녹음되었으며, 7월에 거의 치명적인 교통사고에 연루된 드러머 돈 파월의 헤드라인 회복 중에도 밴드의 존재를 잠시 의심하게 만들었다. 그의 위독한 상태에도 불구하고 파월은 회복할 수 있었고 밴드는 곧 새 음반의 자료를 녹음하기 위해 스튜디오에 들어갔다. 〈My Friend Stan〉 녹음 중에도 파월은 여전히 막대기의 도움을 받아 걷고 있었기 때문에 드럼 의자 위로 들어 올려야 했다. 음반에서 밴드는 일부 트랙에서 평소의 공식을 이어가려고 시도했고, 다른 트랙에서는 음악적 방향을 바꾸었다. 노디 홀더가 설명한 음반 제목은 밴드가 오래된 곡, 새로운 곡, 차용된 곡, 파란색 곡이 혼합되어 있다고 느낀 음반의 내용에서 따온 것이다.
〈My Friend Stan〉은 1973년 9월, 음반의 리드 싱글로 발매되어 영국에서 2위에 올랐다. 1973년 크리스마스 동안 밴드는 1위 싱글 〈Merry Xmas Everybody〉로도 성공을 거두었다. 《Old New Borrowed and Blue》는 1974년 2월에 발매되어 영국에서 1위를 차지했다. 영국에서는 순전히 사전 주문 판매를 기준으로 《Old New Borrowed and Blue》가 발매 전 영국 축음기 협회로부터 골드를 수상했다. 당시 슬레이드 대변인은 《레코드 미러》에 "음반이 이전 음반보다 두 배나 많은 카트리지와 카세트를 판매했다"고 보고했다. 3월에는 음반의 두 번째 싱글 〈Everyday〉가 미국에서 3위에 올랐다. 〈Good Time Gals〉는 1974년 2월에 싱글로 발매되었다. 이후 5월에는 미국과 벨기에에서도 〈When the Lights Are Out〉이 발매되었다. 두 싱글 모두 차트에 영향을 미치지 못했다.

## 곡 목록
모든 곡들은 특별한 언급이 없는 한 노디 홀더와 짐 리에 의해 작사/작곡하였다.
| #  | 제목                                  | 작사·작곡                                                     | 재생 시간 |
| -- | ------------------------------------- | ------------------------------------------------------------- | --------- |
| 1. | 〈Just a Little Bit〉                 | 존 손턴, 랄프 배스, 얼 워싱턴, 파이니 브라운, 실베스터 톰프슨 | 4:00      |
| 2. | 〈When the Lights Are Out〉           |                                                               | 3:05      |
| 3. | 〈My Town〉                           |                                                               | 3:06      |
| 4. | 〈Find Yourself a Rainbow〉           |                                                               | 2:11      |
| 5. | 〈Miles Out to Sea〉                  |                                                               | 3:49      |
| 6. | 〈We're Really Gonna Raise the Roof〉 |                                                               | 3:09      |

| #   | 제목                  | 재생 시간 |
| --- | --------------------- | --------- |
| 7.  | 〈Do We Still Do It〉 | 3:01      |
| 8.  | 〈How Can It Be〉     | 3:01      |
| 9.  | 〈Don't Blame Me〉    | 2:32      |
| 10. | 〈My Friend Stan〉    | 2:41      |
| 11. | 〈Everyday〉          | 3:10      |
| 12. | 〈Good Time Gals〉    | 3:33      |

## 인증
| 국가                       | 인증 | 판매량/출하량 |
| -------------------------- | ---- | ------------- |
| 영국 (BPI)                 | 골드 | 100,000^      |
| ^출하량을 기반으로 한 인증 |      |               |